# Lucas Lira
Lucas Lira Soares (Brasília, 16 de abril de 1994) é um youtuber, empresário e influenciador digital brasileiro, conhecido pelos vlogs do canal "Invento na Hora" no YouTube.

## Biografia e carreira
Lucas Lira, nascido em Samambaia Norte, é criador do canal "Invento na Hora", um dos 100 maiores canais do YouTube Brasil. Quando terminou o Ensino Médio, ingressou num curso técnico de web design. Trabalhou também como editor de fotos, funcionário de loja e assistente de lotérica. Após esse período, decidiu criar um canal no YouTube.
Começou a postar vídeos na plataforma em 2012, mas a ideia de criar o canal no YouTube surgiu em 2010. Lucas desejava expressar suas opiniões sobre diversos assuntos, mas conseguiu iniciar apenas dois anos depois, pois antes não possuía nenhuma câmera para as gravações. O nome "Invento na Hora" surgiu porque não planejava nenhum roteiro para os vídeos. Óculos, bandana e boné faziam parte da identidade do canal, mas depois essa caracterização foi abandonada.
Em 2014, Lucas Lira chegou a participar do quadro Fenômenos da Internet, da Eliana, no SBT, pois um de seus vídeos de 2013 havia viralizado na web. Apesar de não ter ganho a competição, ficou em primeiro lugar nos Trending Topics do Twitter, o que ajudou o "Invento na Hora" a ganhar visibilidade. Em novembro de 2014, Lucas Lira atingiu 1 milhão de inscritos.
Por conta de seu reconhecimento como youtuber, ele já participou de outros programas de TV, entre eles Legendários, Programa Raul Gil e Domingo Legal. Em 2016, o youtuber também foi autor do livro Minha Vida Antes do Invento na Hora, que aborda principalmente histórias de sua infância e adolescência. No mesmo ano, foi ganhador do Entubados, reality show de youtubers, no canal Sony, apresentado por Danilo Gentili.
Hoje em dia, o canal "Invento na Hora" possui mais de 14 milhões de inscritos. No Instagram, Lucas contém quase 6 milhões de seguidores, enquanto no Twitter pouco mais de 3 milhões.

## Vida pessoal
Em setembro de 2014, Lucas conheceu e logo iniciou um relacionamento com a influenciadora Sunaika Bruna de Souza, com quem passou a viver em união estável, embora não tenha se casado legalmente. Em 2020, eles anunciaram que esperavam o primeiro filho e que ficaram noivos. Em 14 de fevereiro de 2021, nasceu Noah de Souza Lira Soares. Em maio de 2023, o casal anunciou o término do relacionamento, em setembro de 2024 eles reataram e em outubro oficializaram o noivado. Em maio de 2025, o casal anunciou estar à espera do seu segundo filho, desta vez uma menina.
Em 2015, por motivos profissionais, Lucas deixou a casa dos pais e morou em São Paulo durante 6 anos. Em 2021, decidiu voltar a morar em Brasília.

## Imagem pública

### Polemica sobre pagamento de hospital de ex-funcionária
Em 2020, a ex-funcionaria de Lucas e Bruna, Regiane Roza, revelou que enquanto trabalhava na casa dos influenciadores passou mal e foi levada por Bruna ao Hospital Albert Einsten, “Esse hospital [Albert Einsten] gerou uma conta e essa conta ela [Sunaika Bruna] queria eu passasse para o meu nome. Eu falei que não iria passar e meu advogado me orientou a não passar porque eu estava morando lá [na casa deles]. Ela [Sunaika] poderia ter me levado em um hospital público e ela me levou em um hospital particular”, afirmou Regiane.  
Depois do pronunciamento de Sunaika a doméstica relatou que o casal havia lhe pago corretamente e que ela havia assinado um contrato de confidencialidade.  “Eu e o Lucas conversamos e falamos que iríamos pagar, e ir descontando um valor [do salário] que não prejudicasse ela. Mesmo assim, ela [Regiane] disse que não assinaria [a conta]. O motivo de eu ter levado ela lá [no hospital Albert Einsten] foi porque foi o primeiro hospital que me veio a cabeça, e no desespero que eu tava vendo ela desmaiada nem pensei em outro”, revelou Sunaika, esposa de Lucas, em seu Instagram.

### Relacionamento

#### Relacionamento abusivo
Em podcasts, Sunaika Bruna relatou sobre o início do relacionamento com Lucas, “Não havia amor da parte dele”, ela relatou que entrou em depressão no início do relacionamento, e que muitas vezes Lucas terminava com ela e dizia que não amava ela, mas ela implorava para eles não terminarem por ter dependência emocional . Ela revelou que a parte tóxica do relacionamento não era só por parte de Lucas, “[…] Eu fui uma pessoa abusiva no meu relacionamento. […] O Lucas não podia respirar longe de mim que eu já questionava ‘Tá me traindo’.”. Sunaika relatou que o relacionamento começou a melhorar quando ela começou a trabalhar, e perguntou a Lucas se ele ainda queria continuar no relacionamento.
Bruna também revelou que Lucas já traiu ela no início do relacionamento “Sim gente, no início do meu relacionamento eu já fui traída sim. Da mesma forma que eu já errei com o Lucas”.
Em 2023, o casal havia terminado e Bruna postou em suas redes sociais uma indireta para o ex “O João fala que ainda tem um sentimento muito grande pela Maria, que sente muita saudade, muita falta e no mesmo dia, mesmo dia, sai beijando outras por aí”, depois ela afirmou que o problema não era Lucas ter beijado outras mulheres mas que no mesmo dia ele havia dado esperanças deles reatarem; depois do ocorrido Lucas foi em suas redes sociais pedir desculpas e reconheceu seu erro. Tempos depois Lucas começou a manisfertar estar arrependido de ter rompido com Sunaika, em seu Instagram ele fez diversas lives “implorando” para que eles voltarem e sempre postava como amava a ex. Quando o casal reatou Bruna disse que eles estão fazendo terapia de casal.

#### Falas em podcasts
Lucas tem diversas falas problematicas em podcasts sobre seu relacionamento. Em 2020, durante o podcast Brain Grain, Lucas revelou que ele e Sunaika só reataram por causa de seu filho “Quando a gente descobriu a gravidez, a gente tinha acabado de ter uma conversa dessa [sobre término]. […] Eu mostrei a ela [Bruna] que um filho pode ser aquilo que a gente precisava pra ter uma mudança radical no relacionamento. Com um filho a gente vai ter uma nova rotina.[…] Então eu acredito que com a vida do Noah, nosso relacionamento vai mudar 200%”.

## Filmografia

### Televisão
| Ano  | Título                       | Papel        | Notas                 |
| ---- | ---------------------------- | ------------ | --------------------- |
| 2014 | Eliana                       | Participante | Fenômenos da Internet |
| 2015 | Brasil Urgente               | Entrevistado |                       |
| 2015 | Pânico na Band               | Participante | Bate ou Regaça        |
| 2016 | Legendários                  | Participante |                       |
| 2016 | Domingo Legal                | Participante | Passa ou Repassa      |
| 2016 | Programa Raul Gil            | Participante | Jogo do Banquinho     |
| 2016 | Entubados                    | Participante | 1ª Temporada          |
| 2016 | The Noite com Danilo Gentili | Convidado    |                       |
| 2017 | TVZ                          | Apresentador |                       |

### Internet
| Ano           | Título            | Papel         | Notas                           |
| ------------- | ----------------- | ------------- | ------------------------------- |
| 2012–2017     | Lucas Lira        | Ele mesmo     | Antigo Invento na Hora          |
| 2014–presente | Invento na Hora   | Ele mesmo     | Canal de vlogs                  |
| 2017–presente | Sunaika Bruna     | Ele mesmo     | Canal de sua esposa             |
| 2016          | Parafernalha      | Cantor de Rap | Rap do Carinho                  |
| 2016          | Whindersson Nunes | Convidado     | Coisas de amigo                 |
| 2020          | Flow Podcast      | Convidado     |                                 |
| 2021          | Eu Fico Loko      | Convidado     | Podcast de Christian Figueiredo |

### Videoclipes
| Ano  | Título           | Artista |
| ---- | ---------------- | ------- |
| 2017 | "Sem Ostentação" | MC Dudu |

## Livros
| Ano  | Título                              | Editora       |
| ---- | ----------------------------------- | ------------- |
| 2016 | Minha Vida Antes do Invento na Hora | Outro Planeta |

## Prêmios e indicações
| Ano  | Prêmio       | Categoria               | Resultado |
| ---- | ------------ | ----------------------- | --------- |
| 2016 | Entubados    | Vencedor - 1ª Temporada | Venceu    |
| 2022 | Prêmio iBest | Influenciador Brasília  | TOP3      |